# Adinandra laronensis
Adinandra laronensis är en tvåhjärtbladig växtart som beskrevs av Clarence Emmeren Kobuski. Adinandra laronensis ingår i släktet Adinandra och familjen Pentaphylacaceae. Inga underarter finns listade i Catalogue of Life.